# 浅草ふくまる旅館
『浅草ふくまる旅館』（あさくさふくまるりょかん）は、TBS系列の『ナショナル劇場』（後にパナソニック ドラマシアター→現在の月曜ミステリーシアター）枠（毎週月曜日20:00 - 20:54、JST）で放送された日本のテレビドラマ。主演は西田敏行。
第1シリーズは2007年1月8日から3月19日、第2シリーズは同年10月8日から12月17日まで放送された。

## あらすじ
第1シリーズ
東京・浅草で60年以上続く老舗旅館「ふくまる旅館」が舞台。主人公・福丸大吉は三代目主人として旅館を継いで30年になる男やもめ。義理と人情に篤い人柄だが、旅館は近辺のホテルなどに客を取られ、経営が芳しくない状態が続いている。大吉の義姉・福丸はなはインターネットでの客の呼び込みに必死だ。毎回、旅館周辺で巻き起こる身近な問題に大吉が首を突っ込み奔走する。旅館の客と従業員との触れ合いを描いた、笑いあり、涙ありのハートフル・コメディ。
第2シリーズ
福丸大吉と息子・良夫との血縁関係の有無についてを縦軸に物語が展開していた。
大吉の長女・美穂役は第1シリーズでは大塚ちひろが演じたが、第2シリーズではスケジュールの都合（舞台「ハウ・トゥー・サクシード」出演）により、黒川智花に交代された。

ふくまる旅館のモットーは「お客は家族、従業員も家族」。
台東区をはじめ、浅草寺、浅草花やしきや浅草観光連盟も製作に協力しており、下町情緒が堪能できる内容となっていた。従来のナショナル劇場における『水戸黄門』に代表される勧善懲悪路線から一転して、『男はつらいよ』を彷彿とさせる人情路線をとっていた。
西田は『翔んでる!平賀源内』と『特命!刑事どん亀』に続いてのナショナル劇場枠の主演であった。

## キャスト

### 福丸家
福丸 大吉
演 - 西田敏行
義理人情に篤く、頻繁に他人の世話を焼く事で知られるふくまる旅館の三代目主人（婿養子）。還暦前の男やもめ。
福丸 良夫
演 - 石垣佑磨
大吉の息子だが、ふくまる旅館を継ぐ意思は無く、旅行代理店に勤務の24歳。
福丸 美穂
演 - 大塚ちひろ（第1シリーズ）→黒川智花（第2シリーズ）
大吉の娘で大学生。突然、オーストラリアに留学する。
福丸 あやめ
演 - 元井須美子（第2シーズン）
大吉の妻。故人。
福丸 はな
演 - 木野花
あやめの姉。ふくまる旅館の実質的な経営者。結婚歴無し。

### ふくまる旅館の関係者
風間 敏治
演 - 渡辺いっけい
ふくまる旅館の番頭。売れない元漫才師。根は悪い人物ではないが、セコい性格で器が小さい。
染め奴
演 - 坂下千里子
ふくまる旅館が度々仕事を依頼する芸者。良夫の同級生。良夫や工藤に横恋慕しては失恋する。
瀬古 竜太
演 - 猪野学
ふくまる旅館の板前で大吉の直弟子。病気の父を助けるために高校を中退して社会に出た苦労人。
瀬川 枝里
演 - 田根楽子
ふくまる旅館の仲居頭。元夫の連れ子である娘と実の息子を持つ子供思いの母。
常石 たま子
演 - 久保田磨希
ふくまる旅館の仲居。純情で恋愛に奥手。
大野 真美
演 - 松本美奈子
ふくまる旅館の新人仲居。
※渡辺いっけい、猪野学は「特命!刑事どん亀」から引き続き西田敏行と共演する。

### 百瀬家
百瀬 圭子
演 - 北川弘美（第2話から）
省三と克子の娘。良夫の恋人であり同僚。
百瀬 克子
演 - あいはら友子
省三の妻。夫以上の拝金主義者で、毎度ふくまる旅館相手に陰謀をめぐらす黒幕。
百瀬 省三
演 - 小野武彦
ホテルリンクス（第2シリーズはホテル百瀬）の社長。拝金主義者で、大吉とは事あるごとにいがみ合う仲である。

### 小料理屋「いずみや」の関係者
榊 乃梨子
演 - 賀来千香子
小料理屋「いずみや」の女将。大吉のマドンナ。
工藤 悠介
演 - 辰巳琢郎
乃梨子の元夫。流暢にフランス語を操るインテリ。元大手商社の都市開発部長。
青木 春雄
演 - せんだみつお
小料理屋「いずみや」（第2シリーズは「多恵」）の常連客。妻を亡くして1年余り。
横川 吉之助
演 - ビートきよし
小料理屋「いずみや」（第2シリーズは「多恵」）の常連客。

### その他
- 大島奈津子（旅館組合の組合長・はなの同級生） - 伊藤榮子
- 橋爪均（浅草門前交番警官） - 深水元基
- 小島おとめ（ふくまる旅館の新人仲居、第2シリーズ） - 野口かおる
- 森川静香（ふくまる旅館の新人仲居、第2シリーズ）- 木南晴夏
- 沢田由布子（小料理店「多恵」の従業員、第2シリーズ） - 松島絵美
- 秋本勝也（旅行代理店「大都旅行」の営業課長で良夫・圭子の直属の上司、第2シリーズ） - 野村宏伸
- 福田多恵（小料理店「多恵」の女将、第2シリーズ） - 黒田知永子
- 清水辰三郎 （清水骨董品店の店主で大吉からは“ご隠居”と呼ばれている、第2シリーズ） - 大滝秀治
- 姫田奈津子（お好み焼き屋の店主、第2シリーズ） - 泉ピン子（特別出演）

## ゲスト

### 第1シリーズ
第1話
- 遠藤文江：岡田茉莉子
- 遠藤孝之：大高洋夫
- 遠藤利子：円城寺あや
- 遠藤みさき：小林万桜
- 山崎直樹
- 谷川清美
- 小西結子
- 吉田英郎
- 林さちこ
- 安藤咲良
- 大西耕治
- 林京介
- 川嶋典子

第2話
- 田村浩介：上田耕一
- 越村翔太 ：山田健太
- 園田純子 ：飛鳥凛
- 北島 ：太賀
- 大沢逸美
- 吉満涼太
- 嶋崎伸夫
- 大須賀裕子
- 五十嵐奈生
- 中井杏音
- 浅草更代
- 浅草よし丸
- 櫻川米七
- 川嶋典子

第3話
- キャロル：ダーブロウ有紗
- 野口ゆき：丹阿弥谷津子
- 野口勝也：篠山輝信
- 里居正美
- 神田時枝
- 渥実れい子
- サーシャ
- 川嶋典子

第4話
- 熊田泰男：今井雅之
- 立花宗佑：麿赤兒
- 片岡富枝
- 工藤貴史
- 丹野宜政
- 浦島博文
- 川嶋典子

第5話
- 前島早苗：あめくみちこ

第6話
- 岡本忠泰：蟹江敬三
- 河西健司
- 有薗芳記
- 吉藤健太郎

第7話
- 大門美里：松本明子
- 紺野団児：金剛地武志

第8話
- 瀬川晃：金子貴俊
- 谷村香織：菊池麻衣子
- 狭山博子：矢沢心
- 高瀬岬
- 原田舞美
- 川先宏美
- 原口優子

第9話
- 三村 ：金子昇

第10話
- 溝口勘太：前田吟
- 溝口志乃：沢田亜矢子
- 沖山忠彦：遠藤憲一
- 溝口純一 ：高杉瑞穂
- 水町レイコ
- 川嶋典子
- 土井貴翔

最終話
- 榊晋一郎：神山繁
- 沖山忠彦：遠藤憲一
- 川嶋典子

### 第2シリーズ
第1話
- 佐藤和子（バスガイド）：木の実ナナ
- 剣持 ：阿南健治

第2話
- 一玄亭遊太：風間杜夫
- 可奈子：平田薫
- 遊太の元妻：那須佐代子
- 長谷川愛
- 高橋亜弓

第3話
- 野島慎吉（浅草中央署刑事）：片岡鶴太郎
- 沢田雅彦/増川陽平：中西良太
- 早乙女太一：早乙女太一
- 小林且弥
- 河野しずか
- 中山広大
- 藤田宗久
- 壱ノ木成
- 美月麻帆

第4話
- 寺内美幸（駒子）：坂本冬美
- 山本哲也

第5話
- 長浜：高杉亘
- 長浜麻美（長浜の娘）：美山加恋
- ボブ：ボビー・オロゴン
- 村井和子（児童養護施設園長）：大山のぶ代
- むかい誠一
- 中村真知子
- masahiro
- 深澤嵐
- 内藤つぐみ
- 彦坂ひより

第6話
- 岩本靖枝：辺見マリ
- 岩本孝：佐々木勝彦
- 深沢敦
- ダンディ坂野
- 児玉謙次
- 藤夏子
- 平田京子
- 加藤信雄

第7話
- 梶山沙耶：浅見れいな
- 滝口幸広
- 桐山凌一
- 鈴木さち
- 上醉尾駿匠
- 鉢大輝
- 遠藤伶恩

第8話
- 来宮晴海：井上和香
- 榎木戸悟：伊東孝明
- 水島健太：田中碧海
- 内田春菊
- 金子雄
- 大嶋捷稔

第9話
- ソン：ミョンジュ

第10話
- 姫田奈津子：泉ピン子（特別出演）

第11話
- 佐藤和子：木の実ナナ

## スタッフ
- プロデューサー - 森下和清、山後勝英（第2シリーズ第6話～）（テレパック）
- 脚本 - 横田与志、水谷龍二、土屋保文、平林幸恵、金子成人、橋本以蔵、伊藤崇
- 演出 - 脇田時三、村田忍、池澤辰也
- 製作 - テレパック・TBS

### 過去のスタッフ
- プロデューサー - 浅野敦也（～第2シリーズ第5話）

## 主題歌
- 第1シリーズ：夏川りみ「フルサト」
  - 作詞・作曲・編曲：槇原敬之（ビクターエンタテインメント）
- 第2シリーズ：西田敏行「まーるく生きてみませんか」
  - 作詞：松井五郎／作曲・編曲：馬飼野康二（ビクターエンタテインメント）
- 挿入歌：西田敏行「今度 生まれて来るとしたなら」（第2シリーズ）
  - 作詞・作曲：永井龍雲／編曲：西平彰（ビクターエンタテインメント）

## 放送日程

### 第1シリーズ
| 各話                                                       | 放送日       | サブタイトル                          | 脚本     | 演出     | 視聴率 |
| ---------------------------------------------------------- | ------------ | ------------------------------------- | -------- | -------- | ------ |
| 第1話                                                      | 2007年1月8日 | 人情は年中無休！                      | 横田与志 | 脇田時三 | 13.6%  |
| 第2話                                                      | 1月15日      | お受験に大吉あり                      | 横田与志 | 脇田時三 | 13.8%  |
| 第3話                                                      | 1月22日      | 外国から来た初恋                      | 水谷龍二 | 村田忍   | 13.8%  |
| 第4話                                                      | 1月29日      | ガンコ熊の恩返し                      | 土屋保文 | 村田忍   | 13.5%  |
| 第5話                                                      | 2月5日       | 引き抜きに来た客                      | 横田与志 | 村田忍   | 14.2%  |
| 第6話                                                      | 2月12日      | 昔の恋人あらわる                      | 橋本以蔵 | 猪原達三 | 10.8%  |
| 第7話                                                      | 2月19日      | 夫婦漫才の復活!?                      | 伊藤崇   | 猪原達三 | 13.1%  |
| 第8話                                                      | 2月26日      | 流し雛と義理の母                      | 平林幸恵 | 村田忍   | 12.3%  |
| 第9話                                                      | 3月5日       | 現れた白馬の王子                      | 水谷龍二 | 猪原達三 | 12.3%  |
| 第10話                                                     | 3月12日      | 頑固親父と絶縁息子十五年ぶり涙の和解  | 横田与志 | 冨塚博司 | 10.8%  |
| 最終話                                                     | 3月19日      | 旅館最後の日!? 大吉が涙のプロポーズ！ | 横田与志 | 冨塚博司 | 10.3%  |
| 平均視聴率 12.6%（視聴率は関東地区・ビデオリサーチ社調べ） |              |                                       |          |          |        |

### 第2シリーズ
| 各話                                                       | 放送日        | サブタイトル                 | 脚本     | 演出     | 視聴率 |
| ---------------------------------------------------------- | ------------- | ---------------------------- | -------- | -------- | ------ |
| 第1話                                                      | 2007年10月8日 | 大吉親子の秘密               | 横田与志 | 脇田時三 | 10.7%  |
| 第2話                                                      | 10月15日      | 大吉、涙の子別れ             | 水谷龍二 | 脇田時三 | 11.5%  |
| 第3話                                                      | 10月22日      | 大吉の信じる心               | 土屋保文 | 村田忍   | 11.0%  |
| 第4話                                                      | 10月29日      | 大吉、遂に再婚！             | 水谷龍二 | 村田忍   | 11.6%  |
| 第5話                                                      | 11月5日       | 十年前の予約客               | 平林幸恵 | 池澤辰也 | 11.8%  |
| 第6話                                                      | 11月12日      | 夫婦のふゆ花火               | 横田与志 | 池澤辰也 | 12.2%  |
| 第7話                                                      | 11月19日      | こんにちは赤ちゃん           | 横田与志 | 村田忍   | 10.3%  |
| 第8話                                                      | 11月26日      | モンスターペアレント         | 土屋保文 | 村田忍   | 09.1%  |
| 第9話                                                      | 12月3日       | 韓流スターと済州島で！       | 金子成人 | 池澤辰也 | 07.2%  |
| 第10話                                                     | 12月10日      | 百瀬夫婦に救世主！           | 横田与志 | 池澤辰也 | 09.7%  |
| 最終話                                                     | 12月17日      | 大吉の涙あふれる息子の晴れ姿 | 横田与志 | 脇田時三 | 10.4%  |
| 平均視聴率 10.5%（視聴率は関東地区・ビデオリサーチ社調べ） |               |                              |          |          |        |